# Échangeur de Purpan
L'échangeur de Purpan est un échangeur autoroutier de Toulouse situé dans le quartier de Purpan. Il est le point de départ de l'autoroute A624 et la sortie 29 du périphérique.

## Histoire
La construction de la rocade ouest a commencé en 1970 et l'échangeur ouvre avant 1973. À son ouverture, l'échangeur n'était qu'entre la rocade et l'avenue de Grande-Bretagne.
En 1979, une nouvelle bretelle est construite vers la voie du TOEC depuis la rocade dans sa direction nord.
Dans les années 1990, dans le cadre de la finition de l'autoroute A624, cette dernière est connectée à l'échangeur et toutes les entrées depuis l'avenue de Grande-Bretagne sont détruites. Seules deux sorties sont conservées, celle vers la voie du TOEC pour le périphérique intérieur, et vers le rond-point de Purpan pour l'extérieur. L'échangeur dit d'Ancely sur l'A624 permet de compenser cette perte.
En 1997, le simple carrefour à feux de Purpan est transformé en rond-point, mais conservant des feux de signalisation.
En 2010, le rond-point de Purpan est reconfiguré pour y faire passer le tramway,.

## Axes concernés
- Périphérique de Toulouse
- Autoroute A624
- Avenue de Grande Bretagne
- Voie du TOEC

## Desserte
- Purpan
  - Hôpital de Purpan
  - Centre commercial
- Casselardit
  - La Cartoucherie
- Le TOEC
- Tramway de Toulouse (station Casselardit)